# 氟氯甲烷
氟氯甲烷是一种卤代甲烷。
氟氯甲烷的晶体结构是单斜晶系，属于P21空间点群。晶格常數为 a = 6.7676, b = 4.1477, c = 5.0206 (.10−1 nm), β = 108.205°。
在22 公里的高空，氟氯甲烷的稀少浓度有一兆份之148。

作为一种制冷剂，它的臭氧层消耗潜能值（ODP）为0.02（CCl3F = 1）。

## 内部链接
- 氯氟烃